# Natur-Kultur
Natur-Kultur är ett offentligt konstverk av konstnären och författaren Magnus Engberg, placerad på Stora torget i Ödeshög. 
Skulpturen består av tre stående pelare i kalksten i färgerna röd, svart och ljusgrå. Kalkstenen har hämtats från Borghamn och Jämtland. Den högsta pelaren är cirka 1,6 meter. Mellan pelarna vilar en natursten av granit från Omberg, vilket skapar intrycket av att stenen svävar med hjälp av en vattenstråle.
Konstverket invigdes 1990 i samband med en offentlig tillställning på torget. Verket symboliserar samspelet mellan natur och kultur – granitstenen representerar naturen, medan de bearbetade pelarna associerar till kulturella uttryck som kyrkobyggnader, klosterruiner och runstenar. Vattenelementet i skulpturen anspelar på naturkrafter och närheten till Vättern. Engbergs intention var att gestalta de två teman som karaktäriserar Ödeshögs identitet: naturen och kulturen.